# Посна
Посна — деревня в Котласском районе Архангельской области.

## География
Находится в юго-восточной части Архангельской области при автодороге А123 на расстоянии приблизительно 42 км на восток-северо-восток по прямой от станции Котлас-Узловой у одноименного остановочного пункта на железнодорожной линии Киров-Воркута.

## История
Разъезд Посна был открыт в 1942 году (ныне остановочный пункт). До 2022 года деревня входила в Черёмушское сельское поселение до его упразднения.

## Население
Численность населения: 4 человека (русские 100 %) в 2002 году, 5 в 2010.